# Medicinal Chemistry Research
Medicinal Chemistry Research, abgekürzt Med. Chem. Res., ist eine wissenschaftliche Fachzeitschrift, die vom Springer-Verlag veröffentlicht wird. Die Zeitschrift erscheint mit zwölf Ausgaben im Jahr. Es werden Artikel veröffentlicht, die sich mit Fragen der Arzneistoffentdeckung und Aufklärung von Wirkungsmechanismen biologisch aktiver Verbindungen beschäftigen.
Der Impact Factor lag im Jahr 2014 bei 1,402. Nach der Statistik des ISI Web of Knowledge wird das Journal mit diesem Impact Factor in der Kategorie medizinische Chemie an 42. Stelle von 59 Zeitschriften geführt.